# Éric Pauget
Pour les articles homonymes, voir Pauget.
Éric Pauget, né le 18 août 1970 à Antibes (Alpes-Maritimes), est un homme politique français.
Membre du parti Les Républicains, il est élu député de la septième circonscription des Alpes-Maritimes lors des élections législatives de 2017.

## Biographie

### Vie privée
Éric Pauget est père de trois enfants et est le gérant d'une entreprise à Biot.

### Parcours politique
Élu conseiller municipal d'Antibes à 25 ans sous l'étiquette RPR, il occupe le poste d'adjoint délégué aux sports et à la jeunesse depuis 2001 avant de devenir premier adjoint au maire de la commune entre 2012 et 2017.  
Conseiller général des Alpes-Maritimes délégué aux sports et politiques cyclables entre 2001 et 2015, puis Vice-président du Département des Alpes-Maritimes de 2015 à 2017,  il s'engage activement pour l'accompagnement du sport et de la jeunesse dans son département.  
Candidat aux élections législatives, il est élu député de la 7e circonscription des Alpes-Maritimes le 18 juin 2017 avec comme suppléante Alexandra Borchio Fontimp (devenue depuis le 27 septembre 2020, sénatrice des Alpes-Maritimes).
En février 2018, il intègre l'organigramme de Soyons libres, le mouvement de Valérie Pécresse, et assure les fonctions de vice-président chargé des relations avec l'Assemblée nationale.
Durant son mandat de député, il rédige deux rapports, tous les deux centrés sur la question du tourisme,.
En 2019, 2020 et 2021, il est classé 1er à l'Argus des députés, un classement établi par l'association Contribuables associés.
À nouveau candidat aux élections législatives en 2022, avec comme suppléante Alexia Missana, le 19 juin, il est réélu pour un second mandat, député de la 7e circonscription des Alpes-Maritimes, avec 58,84 % des voix, face au candidat Renaissance Éric Mele.
Toujours en 2022, il est nommé porte-parole du député Éric Ciotti, candidat à la présidence du parti Les Républicains. Depuis décembre de cette même année, il est secrétaire général délégué du parti. 
Après la dissolution de l'Assemblée nationale le 9 juin 2024, il se représente aux législatives. Il est réélu au second tour face à Thierry Ferrand, candidat du Rassemblement national.

### Prises de position
En février 2021, sa proposition d'interdire la corrida en France lui vaut l'attention des médias nationaux et le soutien de la fondation Brigitte Bardot,. 
Le même mois, il dépose un amendement avec plusieurs collègues pour obtenir la suppression du rappel à la loi. Cet amendement est adopté en même temps que celui du gouvernement proposant la même suppression.

## Détail des fonctions et mandats
- Depuis 1995 : Conseiller municipal à Antibes[13].
- De 2001 à 2017 : Adjoint au maire à Antibes (de 2001 à 2008 délégué aux Sports, de 2008 à 2012 délégué aux Sports et à la jeunesse et de 2012 à 2017 premier adjoint).
- 2001-2015 : Conseiller général du canton Antibes-Biot des Alpes-Maritimes, délégué aux sports et politiques cyclables.
- 2015-2017 : Conseiller départemental du canton Antibes-3 des Alpes-Maritimes, vice-président du conseil départemental des Alpes-Maritimes.
- Depuis le 21 juin 2017 : Député de la 7e circonscription des Alpes-Maritimes, membre de la commission des Affaires économiques. En 2018 et 2019, il est nommé rapporteur pour avis de la politique tourisme[14].
- Depuis juin 2022 : Député des Alpes-Maritimes, membre de la Commission des Lois[15] à l'Assemblée nationale. Il est nommé rapporteur pour avis sur le budget 2023 de la Sécurité Civile[16],[17].